# Battaglia di Akroinon
La battaglia di Akroinon fu combattuta ad Akroinon, nella parte occidentale dell'Anatolia, nel 740 fra un esercito omayyade, condotto da Abdallah al-Battal e al-Malik ibn Shu'aib, e le forze bizantine, comandate da Leone III Isaurico e suo figlio, il futuro Costantino V.
Lo scontro ebbe come esito una vittoria decisiva bizantina che, insieme alle sconfitte patite dal califfato omayyade sugli altri fronti e alla sua instabilità interna che portò alla rivoluzione abbaside, contribuì a far cessare per circa un trentennio le imponenti incursioni arabe nell'Asia Minore.

## Contesto storico
Fin dall'inizio dell'espansione islamica, l'Impero bizantino, essendo lo stato più grande, ricco e forte militarmente confinante con il Califfato in via di espansione, è sempre stato il nemico primario dei Musulmani. In seguito alla disastrosa Battaglia di Sebastopoli, i Bizantini si erano da allora tenuti sulla difensiva, mentre le armate musulmane sferravano regolari incursioni nell'Anatolia bizantina. In seguito al loro fallito tentativo di conquistare la capitale bizantina, Costantinopoli, nel 717–718, gli Umayyadi per un breve periodo rivolsero la loro attenzione altrove. Dal 720/721 in poi, tuttavia, le incursioni musulmane nell'Anatolia bizantina ripresero con uno schema regolare: ogni estate sarebbero state lanciate una o due campagne (pl. ṣawā'if, sing. ṣā'ifa), talvolta accompagnate da un attacco navale e/o seguite da spedizioni invernali (shawātī). I Musulmani non miravano più alla conquista permanente dei territori invasi, ma al saccheggio e all'acquisizione di un grande bottino di guerra, con devastazioni delle campagne e attacchi occasionali alle fortificazioni o ai centri maggiori. Le incursioni di questo periodo erano anche limitate in larga misura al plateau centrale anatolico (principalmente in Cappadocia), e solo raramente raggiungevano le coste periferiche.
Sotto il più aggressivo Califfo Hisham ibn 'Abd al-Malik (r. 723–743), queste incursioni divennero più pericolose e vennero condotte dai generali più abili del Califfato, tra cui alcuni principi della dinastia umayyade, come Maslama ibn Abd al-Malik o i figli stessi di Hisham Mu'awiyah, Maslamah e Sulayman. Gradualmente, tuttavia, i successi musulmani divennero sempre più diradati, anche perché erano impegnati in un altro conflitto contro la popolazione dei Cazari. Le incursioni continuarono, ma le cronache arabe e bizantine menzionano con frequenza sempre minore le espugnazioni di fortezze e città. Nonostante tutto, una grande vittoria contro i Cazari nel 737 permise agli Arabi di porre fine alla guerra su quel fronte, consentendo loro di intensificare le loro incursioni contro l'Impero bizantino: nel 738 e nel 739 Maslamah ibn Hisham conseguì diversi successi contro i Bizantini tra cui l'espugnazione della città di Ancira. Nel 740 Hisham effettuò la spedizione più imponente del suo regno, affidandone il comando al figlio Sulayman.

## Battaglia
Secondo la Cronaca di Teofane Confessore, l'esercito umayyade ammontava in tutto a 90 000 uomini. 10 000 uomini armati alla leggera sotto il comando di al-Ghamr ibn Yazid vennero inviati a saccheggiare la costa occidentale, seguiti da 20 000 soldati sotto Abdallah al-Battal e al-Malik ibn Su'aib che marciarono verso Akroinon, mentre la forza principale di circa 60 000 soldati (quest'ultima cifra è certamente esagerata e inattendibile), sotto il comando di Sulayman ibn Hisham, saccheggiò la Cappadocia.
L'Imperatore Leone si scontrò con il secondo esercito presso Akroinon. I dettagli della battaglia non sono noti, ma l'Imperatore conseguì una netta vittoria: entrambi i comandanti arabi caddero in battaglia, insieme alla maggior parte del loro esercito. Circa 6 800, tuttavia, continuarono a resistere e riuscirono a condurre una ritirata ordinata a Synnada, dove si unirono a Sulayman. Gli altri due eserciti devastarono le campagne incontrastati, ma senza riuscire a conquistare alcuna città o fortezza. Inoltre, l'esercito arabo soffrì una grave carestia e si trovò in carenza di rifornimenti, e quindi fu costretto a ritornare in Siria. Secondo l'opera storica dello storico arabo cristiano del X secolo Agapio, i Bizantini catturarono 20 000 prigionieri di guerra nel corso di questa spedizione.

## Conseguenze
La vittoria a Akroinon costituì un successo importante per i Bizantini, in quanto si trattò della prima vittoria a larga scala ottenuta in una battaglia in campo aperto contro gli Arabi. Interpretandola come testimonianza del favore divino nei suoi confronti, Leone rafforzò la propria convinzione di dover portare avanti la sua politica iconoclastica adottata alcuni anni prima (726). A breve termine, questo successo spianò la strada a incursioni offensive bizantine in territorio arabo: nel 741 i Bizantini attaccarono l'importante base araba di Melitene. Nel 742 e nel 743, tuttavia, gli Umayyadi approfittarono di una guerra civile scoppiata a Bisanzio tra l'Imperatore Costantino V e l'usurpatore Artavasde e sferrarono incursioni in Anatolia senza trovare opposizione, ma le fonti arabe non riportano nessun altro risultato importante.
La sconfitta araba a Akroinon è stata tradizionalmente definita una battaglia "decisiva" e "punto di svolta" nelle guerre arabo-bizantine, in quanto allentò la pressione araba su Bisanzio. Altri studiosi tuttavia, dallo studioso siriano dell'inizio XX secolo E.W. Brooks a studiosi più recenti come Walter Kaegi e Ralph-Johannes Lilie, non concordano con ciò, sostenendo che Akroinon coincise non solo con altri rovesci pesanti subiti dagli Arabi nelle più remote province del Califfato, che esaurì le sue risorse militari sovraestese, ma anche con turbolenze interne dovute alle guerre civili e alla Rivoluzione abbaside. Comunque, gli attacchi arabi contro l'Impero bizantino negli anni 740 furono inefficaci e finirono presto col cessare completamente. Costantino V fu in grado di approfittare del collasso del Califfato Umayyade lanciando una serie di spedizioni in Siria e assicurarsi l'ascesa bizantina sulla frontiera orientale, che durò fino agli anni 770.
Nel mondo musulmano, la memoria del comandante arabo sconfitto, Abdallah al-Battal, fu preservata, e divenne uno dei più grandi eroi dei poemi epici arabi e successivamente turchi come Battal Gazi.